# Aurora Mardiganian

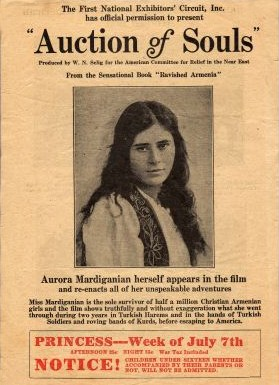
Ein Filmposter des Films Auction of Souls, 1919

Aurora Mardiganian (armenisch Առորա Մարտիկանեան), geboren als Arshaluys Mardigian (armenisch Արշալոյս Մարտիկանեան), * 12. Januar 1901 in Çemişgezek, Mamüretül Aziz, Osmanisches Reich; † 6. Februar 1994 in Los Angeles, Kalifornien, war eine armenisch-amerikanische Schriftstellerin, Schauspielerin und Überlebende des Völkermords an den Armeniern.

## Leben
Aurora Mardiganian entstammte einer wohlhabenden armenischen Familie aus Çemişgezek, zwanzig Meilen nördlich von Harput gelegen. Mit 14 Jahren absolvierte sie ihren Abschluss an der Mesropyan-Schule und wollte zum amerikanischen Anatolia College in Merzifon (früher Marsovan) wechseln, als zu Ostern 1915 der Völkermord an den Armeniern seine Anfänge nahm. Sie musste erst die Ermordung ihres Vaters und ihres Bruders miterleben und wurde danach zu einem Todesmarsch von über 1400 Meilen gezwungen, während dem sie auch den Rest ihrer Familie (Mutter, fünf Geschwister und zwei Tanten) verlor. Auf der Strecke wurde sie zudem drei Mal geraubt und verkauft, konnte jedoch immer wieder entkommen. Unter anderem irrte sie auf der Flucht auch ein Jahr lang durch die Steppen der Provinz Dersim und arbeitete bei kurdischen Landwirten.
Im Frühjahr 1917 entdeckte sie Flüchtlingskonvois der aus den Balkanländern vertriebenen Türken, erreichte Erzindjan (heute Erzincan) und schließlich auch Erzurum, das die russischen Truppen bereits ein Jahr zuvor erobert hatten. Dort gelangte sie in Kontakt mit General Andranik Ozanian, mit Vertretern der russischen Streitkräfte und auch mit dem kanadischen Arzt und Missionar Frederick MacCallum sowie Professor Luleiyan. Gemeinsam mit den beiden Letzteren kümmerte sie sich von Februar bis September 1917 um Waisenkinder und hilfsbedürftige Armenierinnen und erforschte ihre eigene Herkunft.
Im Oktober 1917 konnte sie durch Unterstützung der Russen und Amerikaner erst nach Tiflis (heute Georgien) und dann über Sankt Petersburg nach Oslo fliehen, von dort aus reiste sie schließlich mithilfe der amerikanischen Near East Foundation an Bord des Ozeandampfers Oskar II nach New York City. Dort kam sie am 5. November 1917 an, wurde von einer amerikanisch-armenischen Familie aufgenommen und arbeitete zunächst in einer Fabrik.

### NachRavished Armenia/Auction of Souls
In New York traf sie auch den jungen Journalisten und Drehbuchautor Harvey Leyford Gates. Er wurde über Zeitungsannoncen, in denen sie nach ihrem ältesten Bruder Vahan, der Jahre zuvor nach Amerika gegangen war, suchte, auf Aurora aufmerksam. Gates half ihr bei der Niederschrift und Veröffentlichung ihrer Erinnerungen unter dem Namen Ravished Armenia (deutsch: „Geraubtes Armenien“; Gesamttitel auf Englisch: Ravished Armenia; the Story of Aurora Mardiganian, the Christian Girl, Who Survived the Great Massacres, 1918). Gates‘ Frau, Schriftstellerin Eleanor Brown Gates, wurde kurze Zeit später Auroras gesetzlicher Vormund.
Das Buch, welches bald zum Bestseller wurde, diente wiederum als Grundlage für ein Drehbuch. In dem achtteiligen Stummfilm von Regisseur und Schauspieler Oscar Apfel, der unter dem Titel Auction of Souls (deutsch: „Auktion der Seelen“) von November 1918 bis Januar 1919 produziert wurde und in London Premiere feierte, spielt Aurora Mardiganian sich selbst. Sie wurde zum gefeierten Star, reiste zu zahlreichen Premieren und Matineevorstellungen, bis sie 1920 während einer Soiree in Buffalo vor Erschöpfung in Ohnmacht fiel. Daraufhin traten sieben junge Frauen wechselweise als Auroras Double auf.
Aurora selbst wurde gegen ihren Willen in eine Klosterschule mit Internat geschickt, wo es zu einem Suizidversuch kam. Zurück in New York klagte sie erfolgreich ihre Filmgage ein, die ihr zuvor nur zu einem kleinen Teil ausgezahlt worden war. Weitere Filmengagements lehnte sie ab, erst in den Jahren 1984 bis 1988 gab sie wieder sechs Interviews. Ihr Film war inzwischen aufgrund der staatlichen Zensur in England und bald auch in den USA von den Spielplänen verschwunden. Es existiert kein vollständiges Exemplar dieses Stummfilms, 1994 entdeckte Eduardo Kozanlian ein 20-minütiges Fragment, das eine der ursprünglich 9 Filmspulen umfasst und 2009 zusammen mit Zusatzmaterialien zum Film aber ohne Verweis auf Kozanlian vom Armenian Genocide Resource Center of Northern California als DVD veröffentlicht wurde. Eine anonym veröffentlichte VHS Kopie des Filmfragments war bereits um 2000 erschienen und kursierte in armenischen Gemeinden und armenischen Buchläden in den USA. Das Filmfragment ist auch in dem 2022 erschienenen Dokumentarfilm der armenischen Regisseurin und Produzentin Inna Sahakyan Aurora – Star wider Willen (Aurora's Sunrise) enthalten.
Am 7. Dezember 1929 heiratete Mardiganian einen Einwanderer aus Armenien, Martin Hovanian. Sie lebten gemeinsam in der Bronx, wo 1931 auch ihr Sohn Michael Sedal zur Welt kam. Fortan widmete sie sich ganz ihrer Familie und einem kleinen Verwandten- und Freundeskreis. Während des Zweiten Weltkriegs engagierte Mardiganian sich im Roten Kreuz.
1978 starb ihr Mann und auch zu ihrem Sohn hatte sie keinen Kontakt mehr. Sie zog nach Van Nuys, Stadtteil von Los Angeles, und lebte dort sehr zurückgezogen, bis sie schließlich am 3. Januar 1994 in das Altenpflegeheim Ararat Home in Mission Hills gebracht wurde. Nur kurze Zeit später verstarb Aurora Mardiganian am 6. Februar 1994 im Holy Cross Hospital.
Ihre Asche wurde in einem Gruppengrab im County Cemetery der Stadt beigesetzt, an dem nachträglich eine kleine Metallplakette mit ihrem Namen angebracht wurde.

## Name
In Bezug auf Aurora Mardiganian kommt es immer wieder zu Namensverwirrungen. Dies liegt darin begründet, dass es sich dabei nur um ein Pseudonym handelt. Man hatte ihr 1918 in New York dringend geraten, dieses zu verwenden und von ihrem ursprünglichen Namen Arshaluys Mardigian aufgrund einer möglichen Gefährdung überlebender Familienangehöriger in der Türkei Abstand zu nehmen. Mardiganian wurde in der Presse als armenische Jungfrau von Orleans bezeichnet, weil sie auf die Gräueltaten an den Christen in der Türkei aufmerksam machte. Nach Mardiganian ist der Aurora-Preis zur Förderung der Menschlichkeit benannt.